# Louds Island
Louds Island, auch Muscongus Island, ist ein Unorganized Territory im Lincoln County des Bundesstaates Maine in den Vereinigten Staaten. Im Jahr 2010 lebte dort niemand dauerhaft über das komplette Jahr. Es befinden sich 43 Häuser auf Louds Island, die zumeist als Ferienwohnungen genutzt werden.

## Geographie
Nach dem United States Census Bureau hat Louds Island eine Gesamtfläche von 38,79 km², von der 4,05 km² Land sind und 34,74 km² aus Gewässern bestehen.
Louds Island liegt im Süden des Lincoln Countys in der Muscongus Bay des Atlantischen Ozeans, vor der Küste von Bristol. Zum Gebiet von Louds Island gehören weitere Inseln. Die bekannteren sind Marsh Island, Indian Island, Thief Island, Killick Stone Island, Ross Island und Haddock Island.

### Nachbargemeinden
Alle Entfernungen sind als Luftlinien zwischen den offiziellen Koordinaten der Orte aus der Volkszählung 2010 angegeben.
- Norden: Bremen, 8,1 km
- Osten: Friendship, 6,4 km
- Westen: Bristol, 6,3 km

## Geschichte
Louds Island wurde durch europäische Siedler in der Mitte des 16. Jahrhunderts erstmals besiedelt. Nach dem Ende des Siebenjährigen Kriegs in den 1750er Jahren ließen sich erste Siedler ganzjährig auf den Inseln, die zu Louds Island gehören, nieder. Die unter Denkmalschutz stehende Loudville Church wurde 1913 erbaut. Zu der Zeit lebten etwa 150 Menschen auf Louds Island, es gab zwei Geschäfte, ein Postamt, eine Schule mit einem Schulraum und etwa 20 Schulkindern. Mitte des 20. Jahrhunderts verließen die Einwohner die Insel und seitdem wird sie nur noch als Sommerkolonie genutzt.

## Wirtschaft und Infrastruktur
Eine unbefestigte Straße führt durch das Gebiet. Sie mündet im Süden von Louds Island in einen Trecking-Pfad, der das Elizabeth Noyce Preserve erschließt. Es gibt keine öffentlichen Einrichtungen oder weitere Infrastruktur in Louds Island.